# Cissus pentaclada
Cissus pentaclada là một loài thực vật hai lá mầm trong họ Nho. Loài này được Jackes miêu tả khoa học đầu tiên năm 1988.